# Embraer R-99
L'Embraer R-99 è un bimotore da guerra elettronica prodotto dall'azienda brasiliana Embraer dal 1999 ed attualmente ancora in produzione.
Basato sul ERJ-145 da trasporto passeggeri regionale, è adottato da alcune aeronautiche militari mondiali nelle quali svolge compiti di sorveglianza.

## Utilizzatori

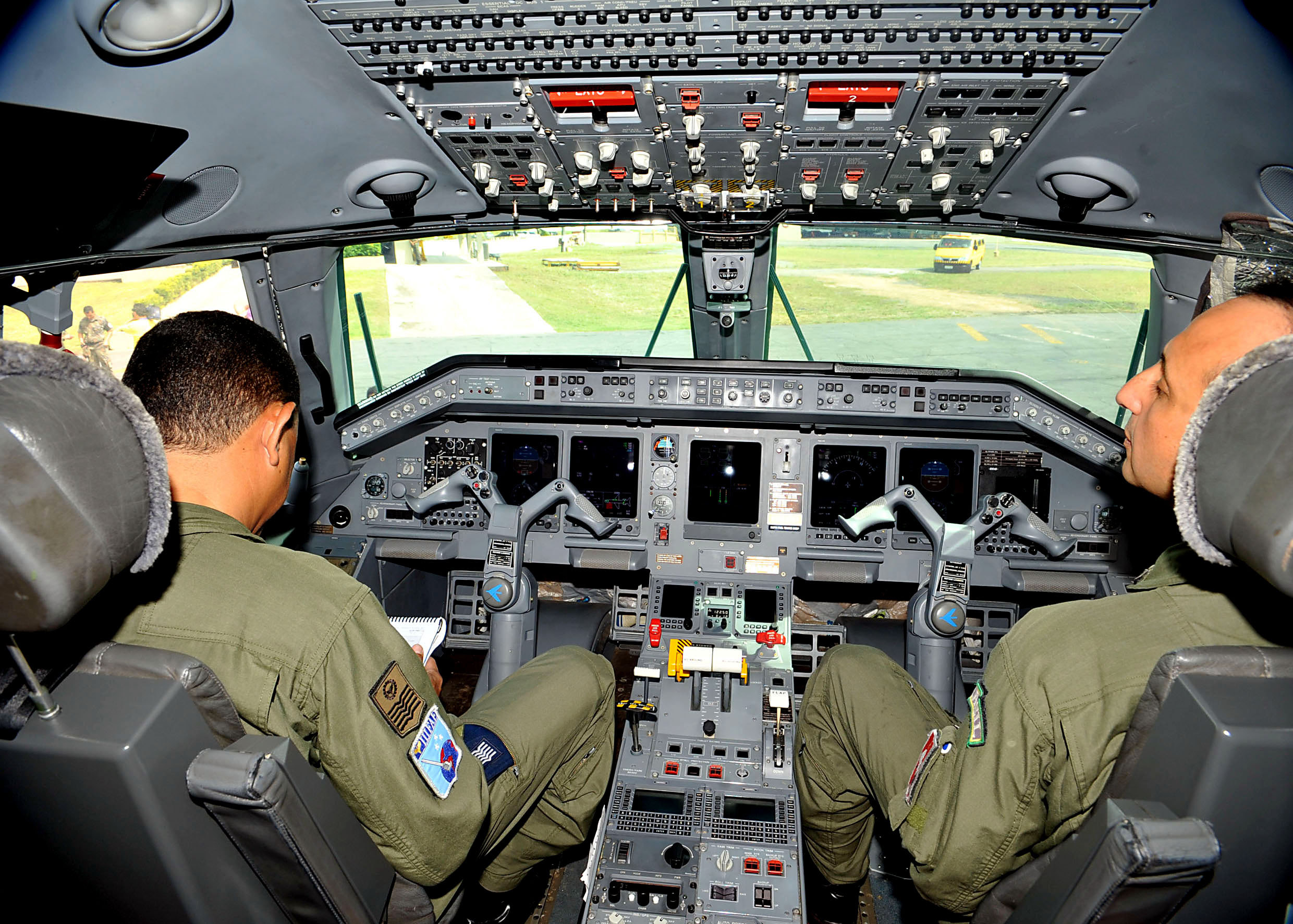
Cockpit dell'R-99.

Brasile
- Força Aérea Brasileira

5 R-99A Skywatcher per le missioni AEW e 3 R-99B Multi Intel per le missioni SIGINT. I 5 R-99A sono sottoposti ad un programma di aggiornamento alla versione E-99M tra il novembre 2020 ed il novembre 2023, con l'installazione del nuovo radar Ericsson 890 Erieye e la nuova capacità di svolgere missioni ISR.
 Grecia
- Polemikí Aeroporía

4 R-99A conseganti e designati EMB-145H AEW&C.
 India
- Bhāratīya Vāyu Senā

3 ordinati, il primo dei quali è stato consegnato il 14 febbraio 2017 durante la manifestazione aerea Aero India 2017. 2 aerei consegnati al settembre 2019.
 Messico
- Fuerza Aérea Mexicana

1 E-99 AEW e 2 P-99 da pattugliamento marittimo consegnati.

## Velivoli comparabili
Svezia
- Saab S-100B Argus

 Regno Unito
- Raytheon Sentinel

 Cina
- Shaanxi KJ-200